# ねだしんじ
ねだ しんじ（本名・根田 真児（ねだ しんじ）、1962年12月21日 - ）は、日本の放送作家・脚本家・作詞家・舞台演出家。血液型はA型。東京都世田谷区出身。「株式会社スクワイア」代表取締役。

## 人物
- 中学時代は野球部に所属、高校より軽音楽部に所属しバンド中心の生活に変わり、大学入学当時からハードロックバンド「ファサード」を結成し、夜は自由が丘のバーテン、週末は赤坂見附のディスコに入り浸り、ロック漬けの学生生活が終わる。因みにファサードは新宿・渋谷・目黒のライブハウスにも出演し、コンテストでは人気ナンバーワンを獲得する人気のヴィジュアル系（お化粧バンド）だった。
- 大学卒業後アパレル会社に就職し企画部に配属されるが、当時で言うハウスマヌカンオムとして新宿の店舗で働くものの、本人の思惑とは裏腹に売上を伸ばし店舗の店長に抜擢されたことで、退社を決意。
- クリエイティブ集団スクワイアを創るため、ワンルームマンションの流し場にベットを入れ住みながら、フリークリエイターの集合体のオフィスを設立。コピーライターとしてコンサートリポートやファンクラブの会報などを編集するようになる。
- 当時ビラ配りのアルバイトをしていた時に旧友に偶然再会、それをきっかけにシンコーミュージックの仕事を始め、中村雅俊のコンサート演出を手がけ、中井貴一、布施博、鹿賀丈史など、多くの役者のコンサート演出やMC原稿を書くチャンスを広げる。その後、1989年に「株式会社スクワイア」を設立し、現在に至る。
- 会社を設立後、ラジオの構成、テレビの構成、脚本へと活動の幅を広げ、ハイテンションでアイディアをまくしたて、席を立ち上がり話し続けるそのプレゼン力は、各局のプロデューサーを驚かせたというエピソードが数多く業界内にある。例えばテレビ東京では、構成会議で話し続ける根田の声を聞いた隣の部屋の別番組のプロデューサーから、会議終了後隣の番組でもアイディアを話て欲しいと頼まれるなど、アイディア力、プレゼン力は業界内で高い評価を持つ放送作家である。
- また一方で、舞台演出家の青井陽治の演出助手を経験したことで、テレビ・ラジオ同様、舞台演出や脚本に興味を持ち、特にリビングムービーという作風の体感演劇にのめり込み、会社経営が破綻するほど稽古にのめり込んだことがある。大の稽古好きな演出家でもあり、代表作に三階建てのレストランをそのまま舞台にした観客指導参加型「八人のクリスマスイブ」がある。
- またイベントや映像制作も積極的に行い、読売ジャイアンツ、公式応援キャラクタージャビットの東京ドームでの演出・振り付けも担当。また若手クリエイター育成に情熱を捧げている。
- 2012年下半期、NHKの「構成社長賞」受賞。作詞家として幅広いジャンルに作品を提供中。
- 現在、若手クリエイターの育成に情熱を捧げながらも、多方面に活躍中。

## コンサート構成　演出/代表アーティスト
- 「中村雅俊」「鹿賀丈史」「山口岩男」「布施博」「西村由紀江」「中井貴一」ほか俳優さん多数

## テレビ構成/代表番組
- 「情熱大陸／Char」「ドキュメント 夜回り先生」「BiKiNi」「ASAYAN」「ミュージックステーション」「ポケモン☆サンデー」「ここがヘンだよ日本人」「クッキンアイドルアイマイまいん！」「すすめ！キッチン戦隊クックルン！」「Break Out」「ストリートファイターズ」「未来モデル」「レジェンドメモリアル」「育成シアター　ロンチャーズ夏」

## ドキュメンタリー構成番組
- 「野村祐輔　栄光と苦悩の軌跡」「吉川晃司」「米米クラブ」「AI」「TUBE」「久保田利伸」

## ラジオ構成/代表番組
- TBSラジオ - 「今井絵理子」「タンポポ」「DA PUMP」「19」
- TOKYO FM - 「釈由美子のハイパーラバーズ」
- InterFM - 「尾崎裕哉のコンサントジェネレーション」
- NHKラジオ第1放送 - 「夏木マリ丈夫も芸のうち」

## VP構成/代表作品
- 「ブルーハーツが聞こえない」 「日本社会党50年史」日本社会党党創50年式典
- 「平田オリザのワークショップ」 「Rittior Music／長谷川浩二 ON THE DRUMS」

## 脚本/代表作品
- 「笑えないヘップバーン」「季節が君だけを変える」「篭の鳥」「MAMIと真実」「ゴーストがくれた夏」

## CMプランニング/代表作品
- 「ファンハウス／クリスマスCD」　「TYOレーベル日本上陸」「PHILIP MORRIS ／LARK McLaren ／ル・マン30秒スポット」　「読売ジャイアンツキャラクター演出」

## 舞台演出　脚本/代表作品
- 「8人のクリスマス・イヴ」　「プライベート・ピアノ・シアター」「お子様ランチありますか？」

## コラム/代表作品
- 「朝日新聞／連載　クールなラブソング」

## コピーライト　アートディレクション/代表作品
- 「西村由紀江CDアルバム【月いろのつばさ】「石岡美紀」「坂本冬美／夜桜お七」「EPO／新聞広告」　「X-JAPAN TOSHI ／パブリシティーコンセプション」

## イベント企画　構成　演出/代表作品
- 「大塚製薬全国ミュージックコンテスト／ポカリスエットサウンドサクセス」
- 「全国11ヶ所ライブイベント／ANBブレイクアウト祭'99」
- 「TBS R 横浜アリーナ2002」総合演出「SWEET TRANCE98'」武道館／構成
- 「読売ジャイアンツファン感謝デー2002」「XEROX 」
- 「読売ジャイアンツ公式キャラクター　ジャビット 振り付け」

## 参加番組/作品

### 1988年
- VAXPOP ロスアンゼルス レコーディング
- VAXPOPマネージャー
- 軽井沢イベント「アメリカンドリーム」（制作）

### 1989年
- 株式会社スクワイア設立

### 1990年
- VAXPOPデビュー 2nd「世界の真ん中で」
- VAXPOP オーストラリアPARTHレコーディング
- VAXPOP 「渋谷公会堂」コンサート演出
- リットーミュージック・ビデオパッケージ「ロックギター初級編」制作協力
- ダイアルQ2 番組制作
- 「ダイニングバー 自由が丘LOFT」メニューデザイン制作
- 「ビデオパッケージ LINEインターナショナル」 -（企画）
- 地中海クラブ デザイン物制作
- 徳永英明オブジェ制作
- PISAフェアー 演出助手
- 「PAX POWER GROVE」説明書制作

### 1991年
- 「山口岩男のロックジェネレーション」  -FM福岡（構成）
- 「松岡英明ミッドナイトロックシティー」 -NACK5（構成）

その他
- 「JADOES 金沢イベント」 -（構成）
- 「中村雅俊コンサート」 -（構成）
- 「スーパーディナーシアター 結婚披露宴」 -（演出助手）
- 「プロモーションビデオ JADOES 夏はDontWorry」 -（制作）
- 「プロモーションビデオ 山口岩男 BeWithMe」 -（制作）
- 「トロカデロ・バレエ団 公演」 -（パンフレット・プランニング）
- 「DISK GARAGE 夏季DM」 -（プランニング）
- 「パイオニアLD 笑えないヘップバーン」 -（脚本）
- 「レーザーディスク 東芝EMIカラオケ」 -（制作）
- 「パイオニアLD カラオケ」 -（制作）
- 「青井陽治 ニューヨークツアー」 -（企画）
- 「山口岩男 大宮フリークスX-masライブ」 -（構成・演出）

- VAXPOP マネジメント
- 西武seison TV制作協力
- ダイヤルQ2 番組制作（青井陽治・RRR・JADOES・VAXPOP・DISKGARAGE・山口岩男・酒井法子・早見優・田村英理子・中島美千代）
- JADOES ISLAND CLUB -CDデザイン・オブジェ制作
- 山口岩男コンサートポスター制作
- 中村雅俊コンサートTOUR「名古屋市民会館」同行
- 山口岩男 FM長崎 -（構成）
- 大野エリ 宣材写真 （コーディネート）
- XEROXイベント -（構成）

### 1992年
- 「山口岩男のロックジェネレーション」  -FM福岡（構成）
- 「TVタイムマシーン」 -テレビ朝日（構成）

その他
- 「レーザーディスク 東芝EMIカラオケ」 -（演出）
- 「池袋PARCO 中村雅俊トークライブ」 -（構成）
- 「パイオニアLDC 季節が君だけをかえる」 -（脚本）
- 「日本音楽事業者協会JAMEセミナーパンフレット」 -（コピーライト）
- 「中村雅俊コンサート」 -（構成）
- 「池袋PARCO 鹿賀丈史コンサート」 -（構成）
- 「アルカディア イベント」 -（制作・演出）
- 「プロモーションビデオ JADOES」 -（演出）
- 「プロモーションビデオ LOLEAL」 -（構成）
- 「ビデオパッケージ RPLLAG」 -（製作）
- 「青井陽治 ニューヨークツアー」 -（企画）
- 「稲垣潤一 コンサートパンフレット」 -（構成）

- OHエンタープライズ タレントコピー
- パイオニアLDC カラオケ製作

### 1993年
- 「山口岩男のロックジェネレーション」  -FM福岡（構成）
- 「東西100大対決」 -テレビ朝日（制作進行）
- 「Trap-TV/第4話 男と女（The Story Of A Man & Woman）」 -フジテレビ（脚本）

その他
- 「布施博コンサート」 -（構成）
- 「中村雅俊コンサート」 -（構成）
- 「レーザーディスク 東芝EMIカラオケ」 -（演出）
- 「リビングムービー（演劇） 8人のクリスマス・イブ」 -（脚本・演出）

### 1994年
- 「いたずら大作戦」 - TBSテレビ（構成）
- 「音楽ニュースHO」 -テレビ朝日（構成）

その他
- 「レーザーディスク 東芝EMIカラオケ」 -（演出）
- 「西村由紀江ファンの集い」 -（構成）
- 「坂本冬美 夜桜お七」 -（デザインコンセプト＆プランニング）
- 「ZOOイベントCM VTR」 -千葉テレビ（演出）
- 「EPO CM」 -FM（演出・構成）

### 1995年
- 「がんばる！」 -テレビ東京（構成）
- 「音楽ニュースHO」 -テレビ朝日（構成）
- 「スペシャル音楽館」 -テレビ東京（構成）
- 「MTV TOP OF JAPAN」 -スカパー（構成）

その他
- 「レーザーディスク 東芝EMIカラオケ」 -（演出）
- 「東武ワールドスクエア」 -（企画・演出・制作）
- 「イベント ASTEL PHS」 -（総合演出）
- 「ビデオパッケージ 東京経済大学」 -（構成・演出）
- 「ビデオパッケージ 立正佼成会 法華経」 -（構成）
- 「ビデオパッケージ TERRANO」 -（構成）
- 「ビデオパッケージ 社会党50周年史」 -（構成・演出）
- 「ビデオ THE BLUE HEARTS」 -（構成）
- 「西村由紀江コンサート」 -（演出）
- 「中居喜一ディナーショー#1」 -（演出・構成）
- 「G3 FOCTORコンサートツアー」 -（演出）

- 「人に時あり」 -（構成）
- 「THE BLUE HEARTS」 -TV（構成）

### 1996年
- 「音楽ニュースHO」 - テレビ朝日（構成）
- 「オリジナルコンサート 西村由紀江スペシャル」 - テレビ朝日(構成）
- 「オリジナルコンサート」 - テレビ朝日(構成）
- 「BreakOut」 - テレビ朝日（構成）
- 「MTV TOP OF JAPAN」 - スカパー（構成）
- 「がんばる！」 - テレビ東京（構成）
- 「いきいき地球物語 ロスアンゼルス・タイ・イタリア・ニュージーランド」 - スカパー（構成）
- 「おしえてジョディー」 - ハウフルス（パイロット版）（構成）
- 「来日アーティストも日テレちゃん！」 - 日本テレビ

その他
- 「レーザーディスク 東芝EMIカラオケ」 -（演出）
- 「ビデオパッケージ FLIP FLOP Vo.1 - Vo.6」 -（構成）
- 「ビデオパッケージ FLIP FLOP Vo.4」 -（コーナー演出）
- 「ビデオパッケージ 平田オリザのワークショップ」 -（構成）
- 「ビデオパッケージ ギャルズパラダイス ビデオ96」 -（演出・構成/制作）
- 「イベント ポカリスエット・サウンドサクセス」 -（演出）
- 「舞台 プライベート・ピアノ・シアター」 -（脚本・演出）
- 「西村由紀江 ASIAコンサートツアー96・97（台湾）」 -（演出）
- 「プロモーションビデオ 羽賀研二 真夜中に泣かないで」 -（演出・制作）
- 「プロモーションビデオ 西村由紀江 我願意」 -（演出・制作）
- 「東芝文字放送 クイズ問題」 -（制作）
- 「プロモーションビデオ 西村由紀江 心痛」 -（演出・制作）

### 1997年
- 「BreakOut」 - テレビ朝日（レギュラー・構成）
- 「オリジナルコンサート」 - テレビ朝日(メキシコロケ・構成）
- 「大物アーティストも日テレちゃん」 - 日本テレビ（構成）
- 「近松心中物語」 - 日本テレビ（構成）
- 「秒の達人」 - TBSテレビ（構成）
- 「BiKiNi」 - テレビ東京（構成）
- 「大自然の息遣い HAWAII」 - テレビ東京（ハワイロケ・構成）
- 「ROPPONGI発 ライブ宅配便」 - スカパー（演出・構成）
- 「ときめきコスプレナイト」 - スカパー（構成）
- 「いきいき地球物語」 - スカパー（構成）
- 「M-WAVE」 - TBSテレビ（構成）

その他
- 「西村由紀江 ASIAコンサートツアー96・97（香港・東京・大阪）」 - （演出）
- 「西村由紀江 月のいろのつばさ」 - （アートディレクション）
- 「サンクス 知念里奈・D&D」 - （イベント演出）
- 「シンガポール航空 シンガポール・ナイト」 - （イベント演出）
- 「全国8ヶ所 BreakOut祭97」 - （イベント構成）
- 「中居喜一ディナーショー#3」 - （演出・構成）
- 「プロモーションビデオ 西村由紀江 壁のない部屋」 - （演出）
- 「プロモーションビデオ 稲森明美 サイレント・ラブ」 - （演出・制作）
- 「プロモーションビデオ オーストラリア・ノーザンテリトリー環境協会」 - （構成・演出・制作）
- 「プロモーションビデオ チーム・ラーク・マクラーレンGTR」 - （構成・演出・制作）
- 「ビデオパッケージ テレテック企業VTR」 - （コンセプト）
- 「ビデオパッケージ GAL’S PARADAICE’97」 - （構成・コーナー演出）
- 「ビデオパッケージ オートワークス・スーパーカー最高速決戦」 - （構成）
- 「ビデオパッケージ オートワークス・チューンドカー谷田部決戦」 - （構成）
- 「ビデオパッケージ RittorMusic 長谷川浩二ON THE DURMS」 - （構成・演出）

### 1998年
- 「プロモマニア」 - フジテレビ（レギュラー・構成）
- 「BreakOut」 - テレビ朝日（レギュラー・構成）
- 「オリジナルコンサート」 - テレビ朝日（構成）
- 「サンデーパワーTV／結婚しようよ」 - テレビ朝日（構成）
- 「広報VTR」 - テレビ朝日（構成）
- 「恋するアミパラ」 - テレビ朝日（生放送・音楽コーナー構成）
- 「BiKiNi」 - テレビ東京（構成）
- 「JGTC選手権98」 - テレビ東京（構成）
- 「火曜ゴールデンワイド／リゾート通勤」 - テレビ東京（制作／構成）
- 「広報VTR」 - テレビ東京（構成）
- 「Vaio Net」 - スカパー（構成）
- 「バイタル98」 - 名古屋テレビ（特番・構成）
- 「スペースシャワー Music Video Awards98」 - スペースシャワーTV（構成）

その他
- 「プロモーションビデオ 稲盛明美 キスしたらわかるのに」 -（演出・制作）
- 「プロモーションビデオ 大石恵 RAIN」 -（演出）
- 「ビデオパッケージ クリニーク20年史」 -（企画・構成）
- 「ビデオパッケージ デルタ航空／アトランタ就航」
- 「ビデオパッケージ デルタ航空／ポートランド就航」
- 「ビデオパッケージ 森英恵の歩み」 -（構成・演出）
- 「ビデオパッケージ テレテック企業VTR」 -（構成・演出）
- 「ビデオパッケージ ギャルズパラダイス ビデオ98秋号」 -（構成・演出）
- 「ビデオパッケージ ギャルズパラダイス ビデオ98冬号」 -（構成・演出）
- 「イベント BreakOut祭98」 - （構成）
- 「イベント SWEET TRANCE98」 - （構成）
- 「イベント 検索鉄人」-（構成・演出）
- 「吉村明宏 講演会」 -（台本制作）
- 「西村由紀江 大地のうた」 -（アートディレクション）
- 「アイドルPHOTO」 -（CD-ROM制作）

### 1999年
- 「ピンクパパラッチ」 - 日本テレビ（レギュラー・構成）
- 「エクスプレス」 - TBSテレビ（レギュラー・構成）
- 「ねないで女だらけ」 - TBSテレビ（特番・構成）
- 「いちばん！EX」 - TBSテレビ（レギュラー・構成）
- 「プロモマニア」 - フジテレビ（レギュラー・構成）
- 「うたのコンビニ」 - フジテレビ（特番・構成）
- 「BreakOut」 - テレビ朝日（レギュラー・構成）
- 「未来者」 - テレビ朝日（レギュラー・構成）
- 「広報VTR」 - テレビ朝日（特番・構成）
- 「恋するアミパラ」 - テレビ朝日（レギュラー生放送・構成）
- 「BiKiNi」 - テレビ東京（レギュラー・構成）
- 「国産ひな娘」 - テレビ東京（レギュラー・ドラマ脚色）
- 「広報VTR」 - テレビ東京（特番・構成）
- 「アトムでハッピー」 - テレビ東京（特番・構成）
- 「ニャんだTV」 - テレビ東京（特番・構成）
- 「大晦日番宣特番」 - テレビ東京（特番・構成）
- 「親と子の絆ハワイ」 - テレビ東京（特番・構成）
- 「アコギな音楽堂」 - WOWOW（構成）
- 「Vaio Net」 - スカパー（構成）
- 「チャゲ＆飛鳥」 - スペースシャワーTV（構成）
- 「スペースシャワー Music Video Awards99」 - スペースシャワーTV（構成）
- 「ハイパーラバーズ」 - TOKYO FM（レギュラー・構成）

その他
- 「イベント BreakOut祭99」 -（構成）
- 「イベント テレ東クリスマス」 -（構成）
- 「げーぶい」 -（セルビデオ・構成）
- 「バンジョー教則」 -（セルビデオ・構成）
- 「アコギ塾 初級編」 -（セルビデオ・構成）
- 「アコギ塾 中級編」 -（セルビデオ・構成）
- 「プロモーションビデオ 賀川ゆき絵」 - （演出）
- 「プロモーションビデオ 三栄ギャルユニット」 - （演出）
- 「プロモーションビデオ HIMIKO」 - （演出）

### 2000年
- 「ピンクパパラッチ」 - 日本テレビ（レギュラー・構成）
- 「伝説音舗うれる堂」 - 日本テレビ（レギュラー・構成）
- 「エクスプレス」 - TBSテレビ（レギュラー・構成）
- 「BBOYパーク2000」 - フジテレビ（特番・構成）
- 「BreakOut」 - テレビ朝日（レギュラー・構成）
- 「Mの黙示録」 - テレビ朝日（レギュラー・構成）
- 「ハートロックカフェ」 - BS朝日（レギュラー・構成）
- 「音霊」 - BSフジ（構成）
- 「アナドラ」 - テレビ東京（レギュラー・脚本・構成）
- 「テレビどんぶり」 - テレビ東京（レギュラー・構成）
- 「ネッとび」 - テレビ東京（レギュラー・構成）
- 「女だらけのクリスマス」 - テレビ東京（特番/ニューヨーク生放送・構成）
- 「ゆかいなピーターファミリー」 - BS-i（構成）
- 「アコギな音楽堂」 - WOWOW（構成）
- 「Vaio Net」 - スカパー（構成）
- 「ハイパーラバーズ」 - TOKYO FM（レギュラー・構成）
- 「テレ朝 ル・マン」 - テレビ朝日（イベント・構成）
- 「GRovin」 - BSフジ（隔週レギュラー・構成）
- 「VCDE」 - Viewsic（週1レギュラー・構成）
- 「スペースシャワー Music Video Awards2000」 - スペースシャワーTV（構成）
- 「Be@tB@by 今井絵理子 HOT LINK」 - TBSラジオ（構成）
- 「Be@tB@by タンポポ編集部 OH-SO-RO!」 - TBSラジオ（構成）
- 「フジロックへの道」 - VIBE（月1レギュラー・構成）

その他
- 「山内薫ベースV」 - リットーミュージック（セルビデオ・演出）
- 「有田ジャンゴギター」 - リットーミュージック（セルビデオ・演出）
- 「徳竹R&R常套句」 - リットーミュージック（セルビデオ・演出）
- 「徳竹ロカビリー」 - リットーミュージック（セルビデオ・演出）
- 「IZAM」 - （セルビデオ・脚本構成）
- 「世界水泳」 - （スポット構成）
- 「DVDマガジン」 - リットーミュージック（出演）

### 2001年
- 「伝説音舗うれる堂」 - 日本テレビ（レギュラー・構成）
- 「エクスプレス」 - TBSテレビ（レギュラー・構成）
- 「世にも奇妙な出来事」 - TBSテレビ（構成）
- 「21世紀の音霊」 - フジテレビ（特番・構成）
- 「Mの黙示録」 - テレビ朝日（レギュラー・構成）
- 「矢井田瞳スペシャル」 - テレビ朝日（特番・構成）
- 「検索王」 - テレビ朝日（特番・構成）
- 「ぜっぴんTV」 - テレビ東京（レギュラー・構成）
- 「すっぴんTV」 - テレビ東京（レギュラー・構成）
- 「イチオシ」 - テレビ東京（レギュラー・構成）
- 「ASAYAN」 - テレビ東京（レギュラー・構成）
- 「1085」 - テレビ東京（レギュラー・構成）
- 「ディズニータイム」 - テレビ東京（木/金曜日レギュラー・構成）
- 「麻布コネクション」 - テレビ東京（レギュラー・構成）
- 「山崎まさよしスペシャル」 - NHK（特番・構成）
- 「ロックの原点」 - NHK（特番・構成）
- 「Be@tB@by 今井絵理子 HOT LINK」 - TBSラジオ（構成）
- 「Be@tB@by 19プラスONE」 - TBSラジオ（構成）
- 「Be@tB@by タンポポ編集部 OH-SO-RO!」 - TBSラジオ（構成）
- 「Be@tB@by DA PUMP ON THE RADIO 〜sound freak show〜」 - TBSラジオ（構成）
- 「山田ひさしのランキングチョモランマ」 - Viewsic（週1レギュラー・構成）

その他
- 「怒涛のブルースバッキング」 - リットーミュージック（セルビデオ・演出）
- 「譜面ライダー」 - リットーミュージック（セルビデオ・演出）
- 「徳竹 怒涛のカントリー」 - リットーミュージック（セルビデオ・演出）
- 「ダンススタイル」 - リットーミュージック（セルビデオ・演出）
- 「クラブドラム」 - リットーミュージック（セルビデオ・演出）

### 2002年
- 「B’z稲葉浩志ドキュメント」 - NHK（特番・構成）
- 「Mの黙示録」 - テレビ朝日（レギュラー・構成）
- 「LIVE21」 - BS朝日（レギュラー・構成）
- 「DEEP PLANET TAI」 - BS朝日（構成）
- 「ビビンバ」 - 中京テレビ（レギュラー・構成）
- 「正月ギャルバトル」 - フジテレビ（特番・構成）
- 「スポナビ」 - フジテレビ（レギュラー・構成）
- 「Be@tB@by 今井絵理子 HOT LINK」 - TBSラジオ（構成）
- 「Be@tB@by 19プラスONE」 - TBSラジオ（構成）
- 「Be@tB@by タンポポ編集部 OH-SO-RO!」 - TBSラジオ（構成）
- 「Be@tB@by DA PUMP ON THE RADIO 〜sound freak show〜」 - TBSラジオ（構成）
- 「エクスプレス」 - TBSテレビ（レギュラー・構成）
- 「ASAYAN」 - テレビ東京（レギュラー・構成）
- 「マハラジャ」 - テレビ東京（レギュラー・構成）
- 「1085」 - テレビ東京（レギュラー・構成）
- 「てれとまにあ」 - テレビ東京（レギュラー・構成）
- 「イチオシ」 - テレビ東京（レギュラー・構成）
- 「夏はポケモン〜映画公開記念」 - テレビ東京（特番・構成）
- 「ぜっぴんTV」 - テレビ東京（レギュラー・構成）
- 「たまてBOX」」 - テレビ東京（レギュラー・構成）
- 「週刊ポケモン放送局」 - テレビ東京（レギュラー・構成）
- 「ディズニータイム」 - テレビ東京（木/金曜日レギュラー・構成）
- 「麻布コネクション」 - テレビ東京（レギュラー・構成）
- 「日本人は9人の母から生まれた〜天海祐希〜」 - テレビ東京（特番・構成）
- 「スペースシャワー Music Video Awards」 - スペースシャワーTV（特番・構成）
- 「げりらっぱ」 - 名古屋テレビ（レギュラー・構成）
- 「自分流ビジネスを手にした女性たち」 - テレビせとうち（特番・構成）

その他
- 「C’BON」 - （TV-CM 企画）
- 「朝日新聞/全段3ヶ月連載/246ストーリー」 - （コラム執筆）
- 「F1 Honda ヒストリー」 - （DVD 構成）
- 「伊藤サチコ ホーム・ページ」 - （企画・構成）
- 「MARIA 〜La Cienega Boulevard〜」 - （プロモーションビデオ 演出）

### 2003年
- 「スポナビ」 - フジテレビ（特番・構成）
- 「F2」 - フジテレビ（レギュラー・生放送・構成）
- 「エルビス・プレスリー ヒストリー」 - フジテレビ（特番・構成）
- 「GIGS」 - フジテレビ（月1レギュラー生放送・構成）
- 「音霊 宮沢和史 ツアー・ドキュメント」 - フジテレビ（特番・構成）
- 「東京サブリナ」 - テレビ朝日（レギュラー・構成）
- 「プロファイル」 - テレビ朝日（レギュラー・構成）
- 「B’zLIVE六本木ヒルズ・ゲリラライブ」 - テレビ朝日（特番・構成）
- 「ロンドン回転寿司スペシャル」 - テレビ朝日（特番・構成）
- 「年末特番ミュージックガレージ」 - テレビ朝日（特番・構成）
- 「ピカプリ」 - テレビ東京（レギュラー・構成）
- 「たまてBOX」」 - テレビ東京（レギュラー・構成）
- 「GO BABY」 - テレビ東京（レギュラー・構成）
- 「てれとまにあ」 - テレビ東京（レギュラー・構成）
- 「エンタ姫」 - テレビ東京（レギュラー・構成）
- 「コラスタ」 - テレビ東京（レギュラー・構成）
- 「週刊ポケモン放送局」 - テレビ東京（レギュラー・構成）
- 「ディズニータイム」 - テレビ東京（木/金曜日レギュラー・構成）
- 「どれカム」 - テレビ東京（レギュラー・構成）
- 「時空マジシャン セロ」 - テレビ東京（特番・構成）
- 「なりギャル」 - 千葉テレビ（レギュラー・構成）
- 「げりらっぱ」 - 名古屋テレビ（レギュラー・構成）
- 「ロンチャーズ夏」 - BS朝日（演劇演出・出演・構成）
- 「チョコエディのロックザウルス」 - FM新潟（パーソナリティ・出演）
- 「チン☆パラの出没ハモのはし」 - TBSラジオ（構成）

その他
- 「SONY スゴ録 発売プロモーションV」 - （PV構成）
- 「au CAWAII FASHON SHOW」 - （イベント演出）

### 2004年
- 「情熱大陸 Char」 - TBS（構成）
- 「音霊 KICK THE CAN CREW ドキュメント」 - フジテレビ（特番・構成）
- 「音霊 スガシカオ ドキュメント」 - フジテレビ（特番・構成）
- 「F2」 - フジテレビ（レギュラー・生放送・構成）
- 「E★L★V★I★S」 - フジテレビ（レギュラー・構成）
- 「GIGS」 - BSフジ（構成）
- 「プロファイル」 - テレビ朝日（レギュラー・構成）
- 「DEEP PLANET BALI」 - BS朝日（構成）
- 「エンタ姫」 - テレビ東京（レギュラー・構成）
- 「ディズニータイム」 - テレビ東京（木/金曜日レギュラー・構成）
- 「てれとまにあ」 - テレビ東京（レギュラー・構成）
- 「テレトロジー」 - テレビ東京（レギュラー・構成）
- 「週刊ポケモン放送局」 - テレビ東京（レギュラー・構成）
- 「ポケモン☆サンデー」 - テレビ東京（レギュラー・構成）
- 「ピカプリ」 - テレビ東京（レギュラー・構成）
- 「日曜ビッグバラエティー 駐在さん？」 - テレビ東京（構成）
- 「日曜ビッグバラエティー 城下町スペシャル？」 - テレビ東京（構成）
- 「未来モデル」 - テレビ東京（レギュラー・構成）
- 「げりらっぱ」 - 名古屋テレビ（レギュラー・構成）
- 「ぱっぱ屋」 - 名古屋テレビ（レギュラー生放送・構成）
- 「なりギャル」 - 千葉テレビ（レギュラー・構成）
- 「チョコエディのロックザウルス」 - FM新潟（月1パーソナリティ出演）

その他
- 「お子様ランチありますか？」 - （舞台脚本/演出）
- 「後藤真希」 - （DVDプランニング）

### 2005年
- 「朝は楽しく」 - テレビ東京（レギュラー・構成）
- 「未来モデル」 - テレビ東京（レギュラー・構成）
- 「ポケモン☆サンデー」 - テレビ東京（レギュラー・構成）
- 「スーパーフライデー/夜回り先生」 - TBS（構成）
- 「GIGS」 - BSフジ（構成）
- 「げりらっぱ」 - 名古屋テレビ（構成）
- 「日曜ビッグバラエティー 駐在さん？」 - テレビ東京（構成）
- 「プロ野球 スーパーベースボール」 - テレビ朝日（生放送・構成）
- 「ミュージックステーション」 - テレビ朝日（レギュラー・構成）
- 「69TRIBE」 - フジテレビ（構成）
- 「ハレルヤ」 - 東海テレビ（構成）
- 「東京ガールズコレクション」 - TBS（構成）
- 「万博特番 愛・地球 みんなの力で〜大道芸人からメッセージ〜」 - テレビ愛知（構成）
- 「たけしの教育白書」 - フジテレビ（構成）

その他
- 「宮沢和史 ヨーロッパ・ツアー」 - （DVD・構成）
- 「FOR SITE」 - （CMプランニング）
- 「FULL AHEAD」 - （PV演出）

### 2006年
- 「GIGS」 - BSフジ（構成）
- 「69TRIBE」 - フジテレビ（構成）
- 「テレビ東京 パパイヤ鈴木ダンサー生活25周年SP」 - TOKYO MX（構成）
- 「ミュージックステーション」 - テレビ朝日（レギュラー・構成）
- 「プロ野球 スーパーベースボール」 - テレビ朝日（生放送・構成）
- 「げりらっぱ」 - 名古屋テレビ（構成）
- 「日曜ビッグバラエティー 駐在さん？」 - テレビ東京（構成）
- 「ポケモン☆サンデー」 - テレビ東京（構成）
- 「Channel-a MC宮川大輔 - TOKYO MX（レギュラー・構成）
- 「たけしの教育白書2007」 - フジテレビ（生放送・構成）

### 2007年
- 「Channel-a MC宮川大輔・大沢あかね」 - TOKYO MX（レギュラー・構成）
- 「i LOVE MUSIC」 - TOKYO MX他（レギュラー・構成）
- 「ミュージックステーション」 - テレビ朝日（レギュラー・構成）
- 「不完全な解答＃1〜YU｜ストリートからの卒業」 - テレビ朝日（構成）
- 「不完全な解答＃2〜EXILE ATSUSHI ドキュメント」」 - テレビ朝日（構成）
- 「Disney Music Party 2007」 - ディズニー・チャンネル（構成）
- 「中西哲生のなでしこ応援団」 - 文化放送（構成）
- 「ザ・ライバルTV」 - MTVモバイル（構成）

その他
- 「向田邦子 人と作品」解説ビデオ - （構成）
- 「DINOS｜ディノスショッピング番組 mo:te girls」 - （構成）
- 「東京トヨペット 東海地区 ラジオCM」 - （演出）
- 「フジテレビ ハイスクールミュージカル カラオケ全国大会」 - （構成）

### 2008年
- 「アートクリック」 - ディズニー・チャンネル（構成）
- 「パズルプラス」 - ディズニー・チャンネル（構成）
- 「ダンススケッチ」 - ディズニー・チャンネル（構成）
- 「中西哲生のなでしこ応援団」 - 文化放送（構成）
- 「Channel-a MCふかわりょう」 - TOKYO MX（レギュラー・構成）
- 「今日からメルダチ！」 - NHK（構成）
- 「ZARD坂井泉追悼番組」 - テレビ朝日（構成）
- 「ヤマハ音楽振興会特番 永遠の旋律」 - BS朝日（構成）
- 「digital music program VERSUS」 - テレビ朝日（構成）

その他
- カンヌ国際映画祭 エイベックス宴 - （構成）
- 動画配信コンテンツ「なんちゃってチェリオ！」 - （企画・制作）

### 2009年
- 「アートクリック」 - ディズニー・チャンネル（構成）
- 「パズルプラス」 - ディズニー・チャンネル（構成）
- 「Channel-a MCふかわりょう」 - TOKYO MX（レギュラー・構成）
- 「ジンガロ来日ドキュメント」 - テレビ朝日（構成）
- 「iTunes presents VERSUS#2」 - テレビ朝日（構成）
- 「ZARD坂井泉 三周忌特番」 - テレビ朝日（構成）
- 「マイケル・ジャクソン追悼番組」 - WOWOW（スポット・構成）
- 「野球好きニュース」 - J SPORTS（構成）

その他
- NIKEヒューマンマラソン - （舞台構成）

### 2010年
- 「アートクリック」 - ディズニー・チャンネル（構成）
- 「パズルプラス」 - ディズニー・チャンネル（構成）
- 「ストリートファイターズ」 - テレビ朝日系列（構成）
- 「VERSUS3 UK ROCK」 - テレビ朝日（構成）
- 「イキイキ美人サロン」 - TBS系列（構成）
- 「GO!GO!9nine」 - TOKYO MX（構成）
- 「kubotaスペシャル ぼくらの惑星物語〜水と食の未来〜」 - BS朝日（構成）
- 「ドリームズカムトゥルーSP」 - スペースシャワーTV（構成）
- 「聖夜のGパーティー！」 - 名古屋テレビ（構成）
- 「第一回全日本ローカル局選手権」 - 名古屋テレビ・静岡朝日テレビ・広島ホームテレビ/合同制作（構成）

その他
- セルDVD「KATUNEPV撮影楽屋裏 ゲーム大会！」 - （構成）

### 2011年
- 「ストリートファイターズ」 - テレビ朝日系列（構成）
- 「GO!GO!9nine」 - TOKYO MX（構成）
- 「kubotaスペシャル ぼくらの惑星物語〜水と色の未来〜」 - BS朝日（構成）
- 「サタあはっ！」 - 名古屋テレビ（リニューアル、構成）
- 「CONCERED GENERATION」 - InterFM（構成）
- 「おとぼ家の夜」 - TOKYO MX（構成、コントドラマ台本作成）
- 「女子アナ川柳」 - 広島ホームテレビ（構成）
- 「ドキュメンタリー宣言/忌野清志郎〜斉藤和義」 - テレビ朝日（構成）
- 「生！昼までまてない！」 - 名古屋テレビ（構成）
- 「マゴの時間」 - 名古屋テレビ（構成）
- 「雨のち晴れ」 - 広島ホームテレビ（構成）
- 「10h全部歌える？スペシャル」 - スペースシャワーTV（構成）
- 「まいんの、台湾でだってアイドル！」 - NHK Eテレ（構成、社長賞受賞）
- 「それって気ニナルゥ〜！」 - 山口朝日放送（構成）
- 「谷村新司 ココロの学校」 - BS朝日（構成）
- 「欧州鉄道の旅 アジア編」 - BSフジ（構成）
- 「V.I.P. ─L'Arc〜en〜Ciel─」 - スペースシャワーTV（構成）
- 「レジェンド久保田利伸」 - 名古屋テレビ（構成）
- 「アートクリック」 - ディズニー・チャンネル（構成）
- 「パズルプラス」 - ディズニー・チャンネル（構成）

その他
- 広島ホームテレビ - （企画コンサルティング）
- 「HYスカイフェス2011」 - イベント（構成）

### 2012年
- 「生！昼まで待てない！」 - 名古屋テレビ（構成）
- 「CONCERED GENERATION」 - InterFM（構成）
- 「深夜ドラマ／マネドラ」 - 名古屋テレビ（脚本）
- 「レジェンドメモリアル TUBE」 - 名古屋テレビ（構成）
- 「レジェンドメモリアル AI」 - 名古屋テレビ（構成）
- 「あした記念日」 - 広島ホームテレビ（構成）

その他
- ピアニスト西村由紀江 鎌倉プリンスホテル - （ステージ演出）
- 西村由紀江ピアノラボ STB「真夏の自由研究」 - （ステージ演出）
- 西村由紀江ピアノラボ STB「秋の七不思議」 - （ステージ演出）
- 広島ホームテレビ - （企画コンサルティング）

### 2013年
- 「CONCERED GENERATION」 - InterFM（構成）
- 「ドキュメント 野村祐輔 栄光と苦悩の軌跡」 - 広島ホームテレビ （構成）
- 「夏木マリ 丈夫も芸のうち」 - NHKラジオ第1放送（毎週火曜日一レギュラー、構成）
- 「すすめ！キッチン戦隊クックルン」 - NHK Eテレ（月 - 金レギュラー、構成）
- 「9ジラジ テレビ」 - 広島ホームテレビ（構成）

その他
- 広島ホームテレビ - （企画コンサルティング）
- 「JAM Project Premium LIVE 2013 生中継」 - （構成）
- 「musicるイベント」 - （構成）
- 「レジェンドメモリアル」 米米クラブ - （構成）
- 「西村由紀江コンサート「ピアノラボvol.3 女心と夜の花」 - （演出）
- 「レジェンドメモリアル 吉川晃司」 - （構成）

### 2014年
- 「すすめ！キッチン戦隊クックルン」 - NHK Eテレ（月 - 金、レギュラー番組、構成）
- 「Break Out」 - テレビ朝日（週1レギュラー番組、構成）
- 「アバケン4」 - フジテレビ（特番、構成）
- 「アバケン5」 - フジテレビ（特番、構成）
- 「KAIDOKU王」 - フジテレビ（特番、構成）
- 「あした記念日」 - 広島ホームテレビ（レギュラー、構成）
- 「WORLD GROOVE」 - MTV（1H週1レギュラー、構成）
- 「夏木マリ 丈夫も芸のうち」 - NHKラジオ第1放送（毎週火曜日、レギュラー、構成）

その他
- 夜スリムトマ美ちゃん！ - CM作詞

### 2015年
- 「すすめ！キッチン戦隊クックルン」 - NHK Eテレ（月 - 金、レギュラー番組、構成）
- 「福田沙紀 氷と雪の世界、真冬のフィンランドでオーロラと出会う」 - KTS（特番、構成）
- 「森高千里の日」 - WOWOW（構成）
- 「スカパラ THE LAST〜25年目の卒業〜」 - WOWOW（構成）
- 「高校野球100年 甲子園奇跡のバックホーム 〜今明かされる20年目の真実〜」 - eat/KAB共同制作（構成）
- 「超リアル宝探しTV KAIDOKU王 ワンピース夏休みコラボ」 - フジテレビ（特番、構成）
- 「現地より生放送！SUMMER SONIC 2015」 - WOWOW（構成）
- 「南こうせつの昭和流行歌」 - BS朝日（特番、構成）
- 「アニゲー☆イレブン!」 - BS11（構成）
- 「REBECCA TIME〜ドキュメント20年振りの再結成LIVE〜」 - WOWOW（構成）
- 「Break Out」 - テレビ朝日（週1レギュラー番組、構成）

その他
- 「Break Out / Candy Boy」演技ワークショップ〜初演8/16（日）2015年度通常公演数 計9回 スペシャル公演 計5回
- 「配信音源／「高田純次〜適当男のカルタ オーディオブック〜」 - （構成）

### 2016年
- 「南こうせつの昭和流行歌」 - BS朝日（特番、構成）
- 「スカパラ THE LAST〜25年目の卒業〜」 - WOWOW
- 「 甲斐バンド〜BIG GIGドキュメント」 - WOWOW （構成）
- 「アニゲー☆イレブン!」 - BS11（構成）
- 「Break Out」 - テレビ朝日（週1レギュラー番組、構成）
- 「第31回 寬仁親王杯童謡こどもの歌コンクール」 - BS朝日 （構成）
- 「マチコミ」 - テレビ埼玉（構成監修）

その他
- 「Break Out/ Candy Boy」カフェ公演＆ホテル公演一周年&Xマスat第一ホテル東京シーフォートTOP OF BAY （構成）
- サイバーエージェント ネット診断 題材制作
- エトワール・プロジェクト （企画監修）
- わかさクリニック CMプロデュース「負けるな野球少年編2016夏」
- わかさクリニック「すこやか便り」 （編集監修）

### 2017年
- 「Anison Days」 - BS11（構成）
- 「アニゲー☆イレブン!」 - BS11（構成）
- 「Break Out」 - テレビ朝日（週1レギュラー番組、構成）
- 「第32回 寬仁親王杯童謡こどもの歌コンクール」 - BS朝日 （構成）
- 「8K特番どーもくんを探せ！」 - NHK（構成）
- 「V6 LIVE TOUR 2017 The ONES 放送直前スペシャル」 - WOWOW （構成）

その他
- 「Break Out / Candy Boy」カフェ公演＆ホテル公演二周年&Xマスat第一ホテル東京シーフォートTOP OF BAY （構成）
- サイバーエージェント ネット診断 題材制作
- エトワール・プロジェクト （企画監修）
- わかさクリニック CMプロデュース「負けるな野球少年編2016夏」
- わかさクリニック「すこやか便り」 （編集監修）
- わかさクリニック「2018年カレンダー」 （企画編集監修）

### 2018年
- 「アニソンデーズ」 - BS11（構成）
- 「Break Out」 - テレビ朝日（週1レギュラー番組、構成）
- 「第32回 寬仁親王杯童謡こどもの歌コンクール」 - BS朝日 （構成）

その他
- Candy Boy／二周年「星の王子さま」(脚本)
- エトワールプロジェクト (企画監修)
- わかさクリニック「ORENGE TIMES」 (編集監修)
- わかさクリニック 2019年カレンダー (企画編集監修)
- WOWOW「三浦大知20TH HISTORY」(構成)
- 映画「フジコ・ヘミングの時間」(構成アドバイザー)
- ねだ演出ワークショップ「スーパーファンタジー」(演出)
- わかさクリニック CMプロデュース「赤ちゃんから野球少年へ 2018夏」